# Ybl Félix
Ybl Félix (Pest, 1864. január 15. – Budapest, 1922. október 20.) magyar jogi doktor, Ybl Miklós építész fia.

## Élete
Ybl Miklós 1851. január 30-án Fóton vette feleségül a grazi születésű Lafite Ida (Graz, 1821. január 10. – Budapest, 1891. június 10.) nevelőnőt. A házasság 13 éven át gyermektelen volt. 1864. január 15-én megszületett Ybl Miklós egyetlen fia, Ybl Félix.
Ybl Miklós 1891-ben hunyt el, ekkor fia 27 éves volt. Az édesapja által tervezett és birtokolt budapesti Erzsébet körút 35. lakóházat ő örökölte ekkor.
Felnőve Baross Gábor, a „vasminiszter" hívta meg maga mellé titkárul, a Kereskedelmi Minisztériumba. Később a Nógrádmegyei Gazdasági Egyesület igazgatójaként működött. Egy vagyoni bukást követően Fiumébe költözött, ahol a Hangya Szövetkezet osztályvezetőjeként kapott munkát. Támogatta az építészetet: 2000 Forinttal járult hozzá a Magyar Mérnök- és Építész Egylet működéséhez.
Ybl Félix hosszas betegség után, 58 éves korában, 1922. október 20-án, hajnali 5 órakor hunyt el Budapesten. Október 22-én temették el a Fiumei úti sírkertben (Kerepesi temető) római katolikus egyházi szertartás szerint. Engesztelő szentmiseáldozatot október 24-én a ferencvárosi plébániatemplomban mutattak be érte. Édesapjával egy sírban nyugszik.
Felesége 20 évvel élte túl, 1942-ben hunyt el.

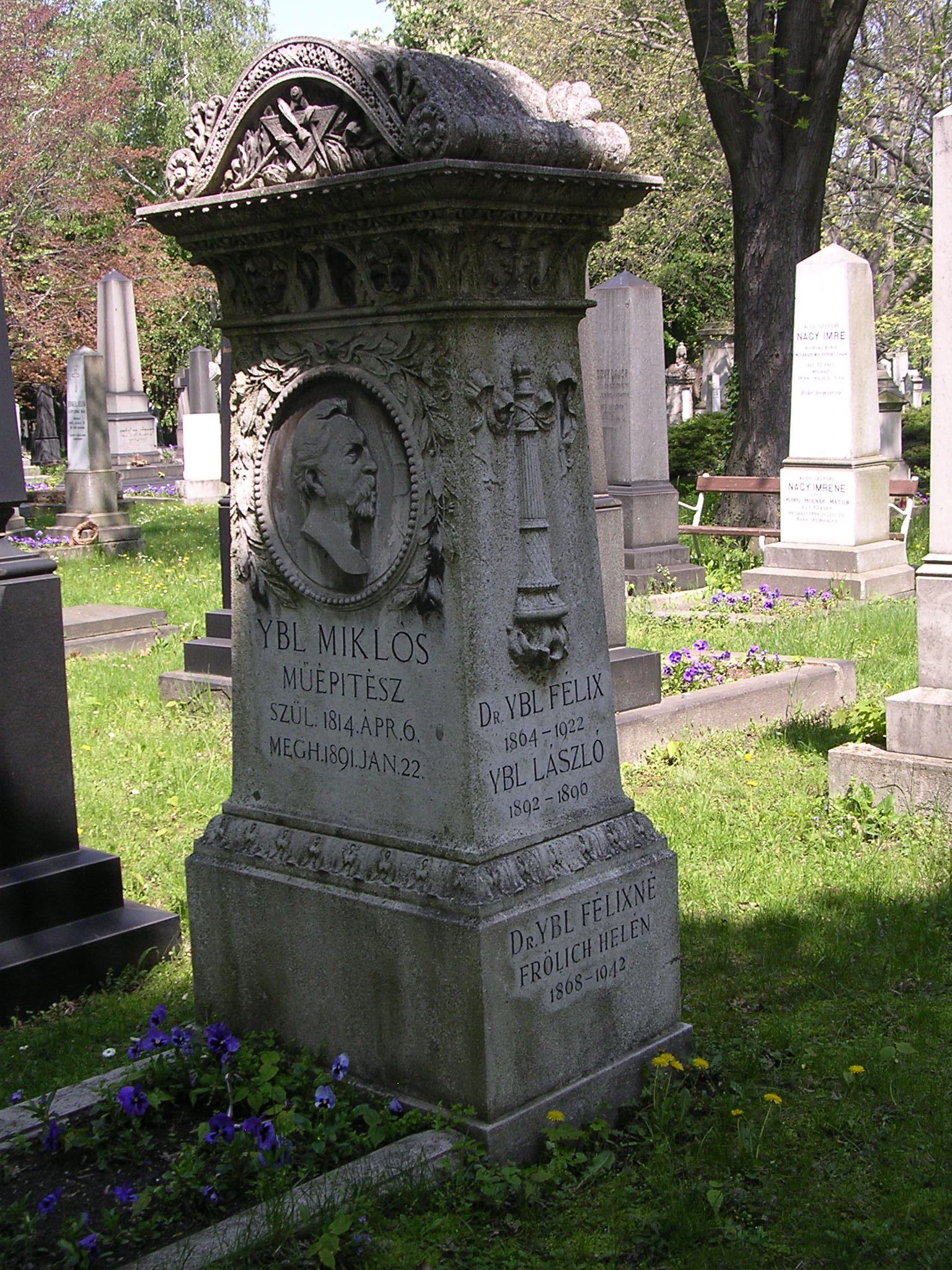
Ybl Félix sírja, Budapest, Fiumei úti sírkert

## Ybl Miklós hagyatéka
Érdekesség, hogy Ybl Félix és felesége több dokumentumot, relikviát őrzött meg a 19. század egyik legnagyobb építészéről. Ybl Félixné Ybl Miklós bécsi reáliskolai és műegyetemi bizonyítványát, más okiratokkal együtt a Szépművészeti Múzeumnak adományozta. Ugyancsak ő helyezte letétbe a Magyar Történeti Múzeumban néhai apósának szarvasagancs fogantyús sétabotját; gyöngyhímzéssel díszített, borvörös selyemzacskó pénztárcáját; egyfedeles, kulcsos, aranyozott keretes zsebóráját, amelyet Ybl Miklós élete végéig használt. Sajnálatos módon ezek a tárgyak a szintén a múzeumban őrzött Ybl Miklós lovagi oklevéllel együtt a második világháború során, 1945-ben elégtek.

## Családja
Ybl Félix 1888. szeptember 17-én Budapesten vette feleségül a nemesi származású Fröhlich Ilonát (Temesfüzkut, 1867. szeptember 17. – Kassa, 1942. október 6.). Házasságukból három gyermek született:
- Ybl Ida Mária  (Budapest, 1889. december 5. – Kismarton, ?)[3] ∞ (1) Steinacker Andor (Budapest, 1878. április 15. – ?),[3] az 1910. februárjában, Fiumében kötött házasság ismeretlen időpontban válással végződött[3] ∞ (2) dr. Wendel Ervin (?)[3]
- Ybl Márta (Budapest, 1891. január 26. – Oslo, ?)[3] ∞ Jespersen Teodor (Oslo, 1880. augusztus 16. – Fiume, 1911. december 7.)[3]
- Ybl László (Budapest, 1892. március 13. – Csesztve, 1896. május 11.)[3]